# John Francis Bentley
Pour les articles homonymes, voir John Bentley et Bentley.
John Francis Bentley était un architecte ecclésiastique anglais.

## Réalisations
- Cathédrale de Westminster[1] ;
- Église Saint-Jean-l'Évangéliste de Brentford[2].